# 謹姫
謹姫（きんひめ、文政5年3月29日（1822年5月20日） - 嘉永5年8月13日（1852年9月26日））は、江戸時代後期の女性。備後福山藩の第7代藩主・阿部正弘の最初の正室。

## 生涯
越前福井藩の第13代藩主・松平治好の五女。天保9年（1838年）2月23日に福山藩主になって2年ほどたった正弘と結婚した。正弘が20歳、謹姫は17歳だった。
しかし謹姫は病弱で、結婚から14年ほどたった嘉永5年（1852年）8月に死去した。享年31。戒名は寛恭院殿真誉如実貞相大姉。
正室を失った正弘は、再度福井藩から謐姫を継室に迎えた。
正弘との間に子女があったかどうかは不明である。